# S/2009 S 1
S/2009 S 1 は、土星の衛星。ムーンレットと呼ばれる、特に小さいサイズの衛星である。

## 概要
S/2009 S 1 は、土星探査機カッシーニによって2009年に撮影された画像の中から同年7月26日に発見され、11月2日に公表された衛星である。
公転半径は約11万7000 kmである。これはこれまでに発見されている土星の衛星の中で最も内側を公転しており、カッシーニの間隙の内側の縁から 500 km 内側である。また、公転周期はほぼ半日である。土星の環の1つであるB環の中にあり、B環から約150 mの高さを有する「突起」として撮影された。これは、S/2009 S 1 がB環に落としている長さ36 kmの影の長さと、太陽光および土星の角度から推定された。
公転軌道がB環と同じ角度であると仮定すると、直径は300 mである。これは、ある程度正確な値として分かっている中では、太陽系の衛星で最も小さい。環と同じ材質で出来ているとすると、その重さは1億トン以下であると考えられている。

## 関連項目

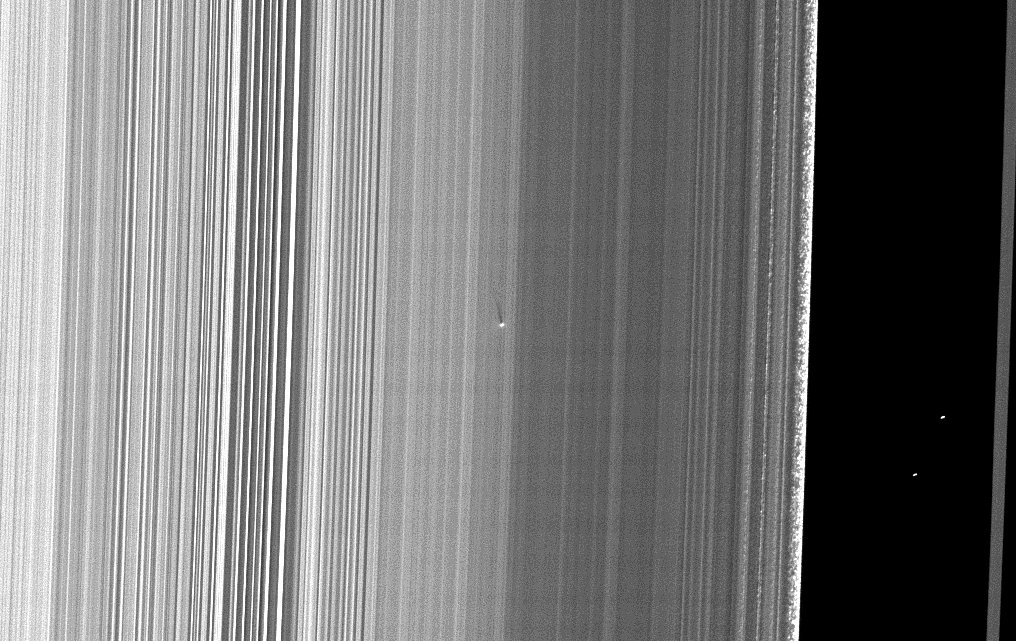
中央にある長い影を伴った明るい点が S/2009 S 1 である。右側はカッシーニの間隙。